# Tulo Hostilio
Tulo Hostilio o Tulio Hostilio (en latín, Tullus Hostilius o Tullius Hostilius; reinado, c. 670-c. 638 a. C., durante 32 años, según Tito Livio y Dionisio de Halicarnaso) fue el tercer rey de Roma. Era latino y un hombre entrado en años cuando accedió al poder.
Sucedió a Numa Pompilio después del interregno de un año, como era habitual. A Tulio Hostilio le sucedió Anco Marcio, nieto de Numa Pompilio.
El abuelo de Tulio Hostilio, Hosto Hostilio, había sido un compañero de Rómulo, uno de los destacados en la lucha contra los sabinos. Tulio es un personaje oscuro en la historia de Roma. Se sabe que fue muy guerrero, tanto o más que el propio fundador Rómulo. Extendió la ciudad de Roma hasta el monte Celio tras la destrucción de Alba Longa y «conversión» de los ciudadanos albanos en ciudadanos romanos de pleno derecho. Tito Livio (liv. I, 30, 2) le atribuye la construcción de la curia Hostilia (construida, quizás, durante los el siglo VI-siglo V a. C. y reconstruida en el siglo I a. C. tras un incendio; sería finalmente derribada en el año 44 a. C.) en sazón de su denominación.

## Los céleres
Se cuenta que Rómulo llevaba siempre a su alrededor y como escolta personal los eternos adolescentes llamados céleres etruscos o veloces, que llegaron a ser trescientos individuos. Este cuerpo militar fue abolido por el rey Numa Pompilio, pero más tarde su sucesor Tulio Hostilio volvió a introducirlo con un sueldo, como cuerpo especial de caballería y guardia personal, y llegó a ser la fuerza principal del ejército de este rey. El jefe de los céleres desempeñó a partir de entonces un papel muy importante hasta llegar a ser el dirigente de todas las tropas de a pie y a caballo. Era él quien tenía el derecho de hacer las levas de los soldados y de reunir los comicios.

## Destrucción de Alba Longa

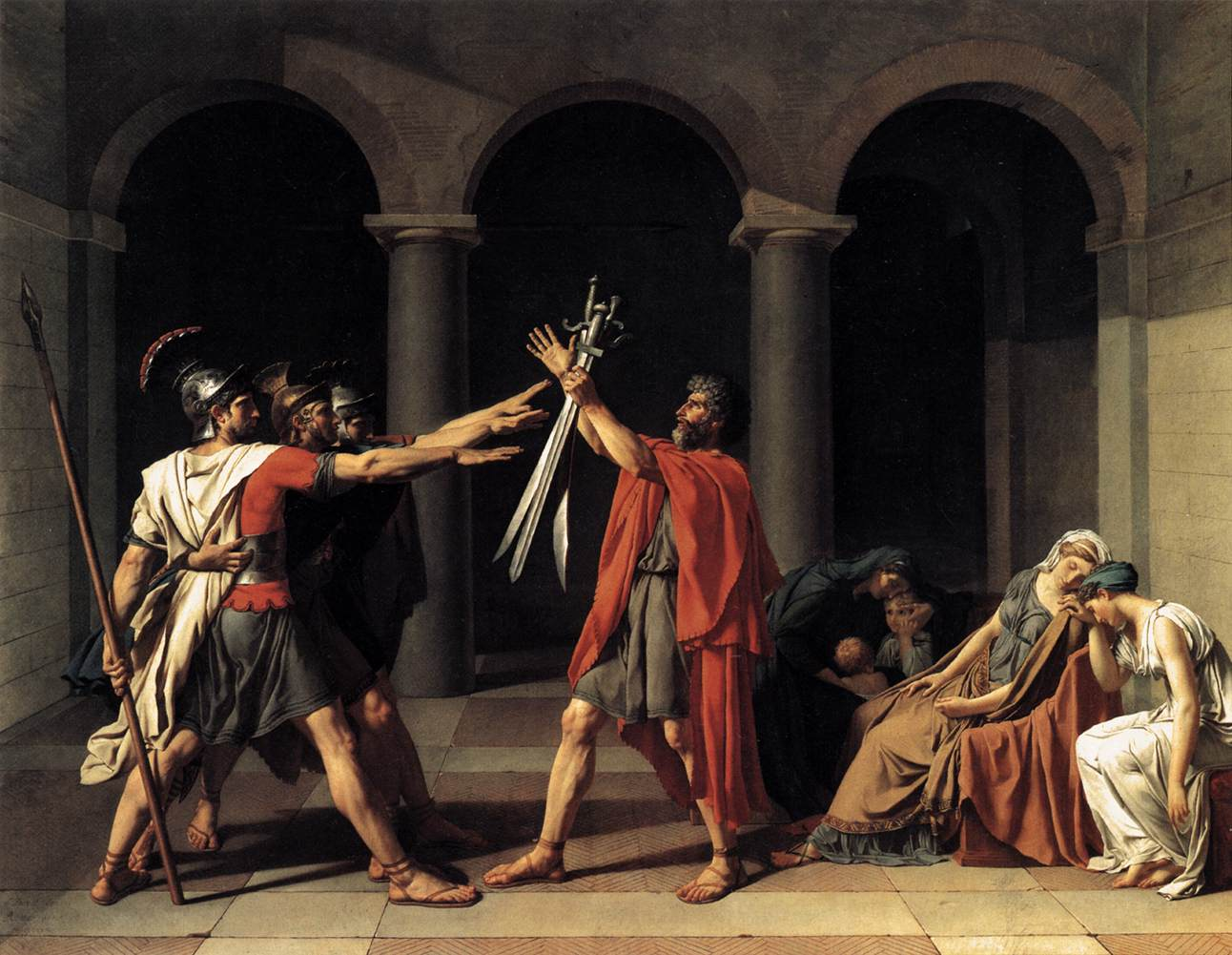
Pintura neoclásica de Jacques Louis David inspirada en la historia de los Horacios.

Alba Longa era, según la leyenda, la antigua ciudad fundada por Ascanio, hijo de Eneas. De esta ciudad procedían los ancestros de Rómulo y su propia madre, Rea Silvia. Estaba situada en el antiguo Lacio al pie del monte Albo y junto al río Álbula (el Tíber).
Se sabe que el rey Tulo Hostilio fue belicoso. Buscó la guerra contra la ciudad de Alba Longa, cuyo rey según Tito Livio era Cayo Cluilio. Dio ocasión para eso el saqueo de tierras de Alba Longa por campesinos romanos, seguido de saqueos de albanos en represalia. Ambos reyes enviaron legados a reclamar la devolución de lo robado, pero Tulio Hostilio se anticipó a rechazar a los de Alba Longa, declarando la guerra. El ejército de Alba Longa marchó contra Roma, pero en el campamento murió su rey, Cayo Cluilio, por lo que se nombró dictador a Mecio Fufecio. Mecio buscó evitar la guerra, y cuando ambos ejércitos quedaron dispuestos para la batalla, instó a los romanos a la paz, argumentando que quien saliera victorioso lo haría con tantas pérdidas que podría ser fácilmente sometido en un ataque de los etruscos. Ambos pueblos acordaron entonces que no hubiera batalla, y decidir qué ciudad tendría autoridad sobre la otra mediante el combate entre representantes de cada ejército: tres hermanos gemelos romanos y contra tres hermanos gemelos albanos. Estos eran respectivamente los Horacios (Horatii) y Curiacios (Curiatii). Tanto Tito Livio como Dionisio de Halicarnaso relatan el enfrentamiento: En el primer choque murieron dos de los Horacios, pero los tres Curiacios resultaron gravemente heridos. Acto seguido, el Horacio superviviente echó a correr, siendo perseguido por los Curiacios, pero debido a las heridas de éstos, corrían a velocidades dispares, mismo que aprovechó el Horacio para volverse súbitamente y atacarlos por separado, dándole muerte a los tres. El triunfo fue pues para los romanos y como consecuencia los albanos se sometieron a Roma. Tulo Hostilio dispuso que Mecio le apoyara con su ejército en caso de guerra contra la ciudad etrusca de Veyes.
Poco después, la ciudad de Fidenas, que estaba sometida a Roma como colonia, planeó rebelarse con apoyo de Veyes. Mecio se ofreció como aliado secreto a la rebelión, prometiendo traicionar a los romanos al momento de combatir. Tulio Hostilio llamó a los albanos como apoyo. Para la batalla, Tulo Hostilio formó a los romanos frente a las tropas de Veyes, y a los albanos frente las de Fidenas. Pero Mecio Fufecio, alejó a los albanos subiendo a unos montes contiguos, abandonando a los romanos y esperando intervenir en favor de quien tomara ventaja en la batalla. Entonces Tulio Hostilio anunció a gritos a su ejército (para que lo escuchara también el enemigo) que Mecio no estaba abandonando el campo, sino siguiendo órdenes suyas para atacar por retaguardia a los de Fidenas. Con esto dio confianza a los romanos y los lanzó contra los fidenitas, que temiendo verse rodeados se replegaban. Luego de vencer a los fidenitas atacó el ala de Veyes y la venció. La batalla fue la más cruenta que Roma había librado hasta el momento. Mecio reincorporó su ejército al de Roma y Tulo Hostilio fingió recibirlo de buen ánimo. Pero al día siguiente convocó asamblea de ambos ejércitos. Los albanos acudieron desarmados pero fueron rodeados por los romanos. Tulio Hostilio acusó al jefe albano de traición y mandó que le descuartizasen atándolo a dos cuadrigas. A continuación dispuso que Roma y Alba Longa volvieran a reunirse como un solo pueblo y ciudad, trayendo a Roma a los albanos, dando ciudadanía romana a su pueblo y cargo de senadores a sus dirigentes. A continuación Alba Longa fue destruida en su estructura urbana, y sus habitantes reubicados en Roma.

## Muerte del rey
Según cuenta la leyenda, tras el olvido de los ritos albanos, la situación en Roma se complicó, pues se creía que se había abandonado a los dioses. A esto se sumó una epidemia, que afectó gravemente a Roma y su espíritu militar. A pesar de ello, Tulo Hostilio no concedía tregua a sus empresas bélicas; pero, finalmente, caería enfermo. Su enfermedad lo llevó a la superstición extrema. Por ello, recuperó unos ritos que el anterior rey, Numa Pompilio, creó para honrar a los dioses. Sin embargo, no debió hacerlo correctamente, porque, según cuenta Livio, Júpiter, encolerizado, lo mató incendiando su palacio con un rayo. No obstante, el historiador Dionisio de Halicarnaso afirma (III, 35) que la historia más extendida es que fue obra de Anco Marcio, el hijo de Numa Pompilio y posterior rey de Roma, preocupado porque la descendencia de Tulo Hostilio crecía, lo que suponía un claro obstáculo para su posterior reinado. De este modo, él, junto con un grupo de romanos, entraría en el palacio de Tulo Hostilio asesinando al rey y a su familia. Posteriormente, prendería fuego a la casa, y, aprovechando la tormenta que acontecía en dicho momento, culpó a un rayo del incendio. A pesar de todo, el propio Dionisio de Halicarnaso, que narra cuidadosamente esta anécdota, la rechaza, y se suma a la tesis de Tito Livio de que fue obra divina. Su principal argumento es que los dioses no habrían podido aceptar, como, según él, hicieron, el nombramiento de un «hombre impuro y manchado con la sangre de tantas muertes injustas, ¿qué dios o divinidad iba a permitir que se acercara a los altares, que iniciara los sacrificios y se encargara de los demás cultos?»